# Krasobruslení na Zimních olympijských hrách 2018 – taneční páry
Soutěže v krasobruslení tanečních párů na Zimních olympijských hrách 2018 proběhly 19. a 20. února 2018 ve sportovní hale Gangneung Ice Arena v Kangnungu.

## Výsledky
| P                | Jméno                                            | Krátký tanec | Volný tanec | Celkem |
| ---------------- | ------------------------------------------------ | ------------ | ----------- | ------ |
| Zlatá medaile    | Tessa Virtueová a Scott Moir (CAN)               | 83,67        | 122,40      | 206,07 |
| Stříbrná medaile | Gabriella Papadakisová a Guillaume Cizeron (FRA) | 81,93        | 123,35      | 205,28 |
| Bronzová medaile | Maia Shibutaniová a Alex Shibutani (USA)         | 77,73        | 114,86      | 192,59 |
| 4.               | Madison Hubbellová a Zachary Donohue (USA)       | 77,75        | 109,94      | 187,69 |
| 5.               | Jekatěrina Bobrovová a Dmitrij Solovjov (OAR)    | 75,47        | 111,45      | 186,92 |
| 6.               | Anna Cappelliniová a Luca Lanotte (ITA)          | 76,57        | 108,34      | 184,91 |
| 7.               | Kaitlyn Weaverová a Andrew Poje (CAN)            | 74,33        | 107,65      | 181,98 |
| 8.               | Piper Gillesová a Paul Poirier (CAN)             | 69,60        | 107,31      | 176,91 |
| 9.               | Madison Chocková a Evan Bates (USA)              | 75,45        | 100,13      | 175,58 |
| 10.              | Charlene Guignardová a Marco Fabbri (ITA)        | 68,16        | 105,31      | 173,47 |
| 11.              | Penny Coomesová a Nicholas Buckland (GBR)        | 68,36        | 101,96      | 170,32 |
| 12.              | Sara Hurtadová a Kirill Chaljavin (ESP)          | 66,93        | 101,40      | 168,33 |
| 13.              | Tiffany Zahorská a Jonathan Guerreiro (OAR)      | 66,47        | 95,77       | 162,24 |
| 14.              | Natalia Kaliszeková a Maksym Spodyrev (POL)      | 66,06        | 95,29       | 161,35 |
| 15.              | Kana Muramotová a Chris Reed (JPN)               | 63,41        | 97,22       | 160,63 |
| 16.              | Kavita Lorenzová a Joti Polizoakis (GER)         | 59,99        | 90,50       | 150,49 |
| 17.              | Marie-Jade Lauriaultová a Romain Le Gac (FRA)    | 59,97        | 89,62       | 149,59 |
| 18.              | Yura Minová a Alexander Gamelin (KOR)            | 61,22        | 86,52       | 147,74 |
| 19.              | Alisa Agafonovová a Alper Uçar (TUR)             | 59,42        | 87,76       | 147,18 |
| 20.              | Lucie Myslivečková a Lukáš Csölley (SVK)         | 59,75        | 82,82       | 142,57 |
| 21.              | Alexandra Nazarová a Maxim Nikitin (UKR)         | 57,97        |             |        |
| 22.              | Wang Š'-jüe a Liou Sin-jü (CHN)                  | 57,81        |             |        |
| 23.              | Cortney Mansourová a Michal Češka (CZE)          | 53,53        |             |        |
| 24.              | Adel Tankovová a Ronald Zilberberg (ISR)         | 46,66        |             |        |

## Podrobné výsledky

### Volný tanec
- Datum: 20.2.2018
- Čas: 10:00 KST

| P   | SP | Jméno                                            | Body za TP | Programové komponenty | Programové komponenty | Programové komponenty | Programové komponenty | Programové komponenty | Body za PK, PK(1,2) | Bodové srážky | Body celkem |
| P   | SP | Jméno                                            | Body za TP | BD                    | SP                    | PP                    | CH                    | IH                    | Body za PK, PK(1,2) | Bodové srážky | Body celkem |
| --- | -- | ------------------------------------------------ | ---------- | --------------------- | --------------------- | --------------------- | --------------------- | --------------------- | ------------------- | ------------- | ----------- |
| 1.  | 18 | Gabriella Papadakisová a Guillaume Cizeron (FRA) | 63,98      | 9,79                  | 9,75                  | 10,00                 | 9,93                  | 10,00                 | 59,37               | 0             | 123,35      |
| 2.  | 20 | Tessa Virtueová a Scott Moir (CAN)               | 63,35      | 9,71                  | 9,61                  | 9,96                  | 9,93                  | 10,00                 | 59,05               | 0             | 122,40      |
| 3.  | 17 | Maia Shibutaniová a Alex Shibutani (USA)         | 59,37      | 9,32                  | 9,07                  | 9,36                  | 9,21                  | 9,29                  | 55,49               | 0             | 114,86      |
| 4.  | 15 | Jekatěrina Bobrovová a Dmitrij Solovjov (OAR)    | 56,25      | 9,14                  | 8,89                  | 9,29                  | 9,32                  | 9,36                  | 55,20               | 0             | 111,45      |
| 5.  | 19 | Madison Hubbellová a Zachary Donohue (USA)       | 54,94      | 9,29                  | 9,21                  | 9,25                  | 9,46                  | 9,46                  | 56,00               | 1             | 109,94      |
| 6.  | 16 | Anna Cappelliniová a Luca Lanotte (ITA)          | 55,27      | 8,93                  | 8,71                  | 9,14                  | 9,07                  | 9,21                  | 54,07               | 1             | 108,34      |
| 7.  | 13 | Kaitlyn Weaverová a Andrew Poje (CAN)            | 53,48      | 8,96                  | 8,75                  | 9,18                  | 9,04                  | 9,21                  | 54,17               | 0             | 107,65      |
| 8.  | 11 | Piper Gillesová a Paul Poirier (CAN)             | 55,14      | 8,68                  | 8,29                  | 8,86                  | 8,68                  | 8,96                  | 52,17               | 0             | 107,31      |
| 9.  | 6  | Charlene Guignardová a Marco Fabbri (ITA)        | 53,82      | 8,57                  | 8,50                  | 8,57                  | 8,57                  | 8,71                  | 51,49               | 0             | 105,31      |
| 10. | 12 | Penny Coomesová a Nicholas Buckland (GBR)        | 51,66      | 8,32                  | 8,21                  | 8,39                  | 8,57                  | 8,43                  | 50,30               | 0             | 101,96      |
| 11. | 10 | Sara Hurtadová a Kirill Chaljavin (ESP)          | 51,68      | 8,14                  | 8,04                  | 8,43                  | 8,36                  | 8,46                  | 49,72               | 0             | 101,40      |
| 12. | 14 | Madison Chocková a Evan Bates (USA)              | 49,04      | 8,64                  | 8,71                  | 8,71                  | 9,14                  | 9,04                  | 53,09               | 2             | 100,13      |
| 13. | 8  | Kana Muramotová a Chris Reed (JPN)               | 50,75      | 7,64                  | 7,54                  | 7,86                  | 7,75                  | 7,93                  | 46,47               | 0             | 97,22       |
| 14. | 9  | Tiffany Zahorská a Jonathan Guerreiro (OAR)      | 46,73      | 8,14                  | 8,00                  | 8,29                  | 8,14                  | 8,29                  | 49,04               | 0             | 95,77       |
| 15. | 7  | Natalia Kaliszeková a Maksym Spodyrev (POL)      | 48,45      | 7,64                  | 7,68                  | 7,89                  | 7,82                  | 8,00                  | 46,84               | 0             | 95,29       |
| 16. | 3  | Kavita Lorenzová a Joti Polizoakis (GER)         | 46,78      | 7,29                  | 6,96                  | 7,43                  | 7,32                  | 7,43                  | 43,72               | 0             | 90,50       |
| 17. | 1  | Marie-Jade Lauriaultová a Romain Le Gac (FRA)    | 47,04      | 7,25                  | 6,82                  | 7,14                  | 7,21                  | 7,07                  | 42,58               | 0             | 89,62       |
| 18. | 5  | Alisa Agafonovová a Alper Uçar (TUR)             | 44,01      | 7,25                  | 7,11                  | 7,21                  | 7,50                  | 7,39                  | 43,75               | 0             | 87,76       |
| 19. | 4  | Yura Minová a Alexander Gamelin (KOR)            | 44,61      | 6,89                  | 6,68                  | 7,14                  | 6,96                  | 7,25                  | 41,91               | 0             | 86,52       |
| 20. | 2  | Lucie Myslivečková a Lukáš Csölley (SVK)         | 41,65      | 6,82                  | 6,61                  | 6,82                  | 7,00                  | 7,07                  | 41,17               | 0             | 82,82       |

Reference: 

### Krátký tanec
- Datum: 19.2.2018
- Čas: 10:00 KST

| P   | SP | Jméno                                            | Body za TP | Programové komponenty | Programové komponenty | Programové komponenty | Programové komponenty | Programové komponenty | Body za PK, PK(0,8) | Bodové srážky | Body celkem |   |
| P   | SP | Jméno                                            | Body za TP | BD                    | SP                    | PP                    | CH                    | IH                    | Body za PK, PK(0,8) | Bodové srážky | Body celkem |   |
| --- | -- | ------------------------------------------------ | ---------- | --------------------- | --------------------- | --------------------- | --------------------- | --------------------- | ------------------- | ------------- | ----------- | - |
| 1.  | 20 | Tessa Virtueová a Scott Moir (CAN)               | 44,53      | 9,68                  | 9,61                  | 9,93                  | 9,79                  | 9,93                  | 39,14               | 0             | 83,67       | Q |
| 2.  | 21 | Gabriella Papadakisová a Guillaume Cizeron (FRA) | 42,71      | 9,71                  | 9,71                  | 9,82                  | 9,89                  | 9,89                  | 39,22               | 0             | 81,93       | Q |
| 3.  | 22 | Madison Hubbellová a Zachary Donohue (USA)       | 40,98      | 9,29                  | 9,04                  | 9,25                  | 9,14                  | 9,25                  | 36,77               | 0             | 77,75       | Q |
| 4.  | 18 | Maia Shibutaniová a Alex Shibutani (USA)         | 40,33      | 9,36                  | 9,18                  | 9,46                  | 9,36                  | 9,39                  | 37,40               | 0             | 77,73       | Q |
| 5.  | 24 | Anna Cappelliniová a Luca Lanotte (ITA)          | 40,00      | 8,93                  | 8,96                  | 9,32                  | 9,14                  | 9,36                  | 36,57               | 0             | 76,57       | Q |
| 6.  | 23 | Jekatěrina Bobrovová a Dmitrij Solovjov (OAR)    | 38,36      | 9,18                  | 9,14                  | 9,46                  | 9,29                  | 9,32                  | 37,11               | 0             | 75,47       | Q |
| 7.  | 19 | Madison Chocková a Evan Bates (USA)              | 39,39      | 8,93                  | 8,86                  | 9,04                  | 9,11                  | 9,14                  | 36,06               | 0             | 75,45       | Q |
| 8.  | 17 | Kaitlyn Weaverová a Andrew Poje (CAN)            | 37,65      | 9,18                  | 8,96                  | 9,29                  | 9,14                  | 9,29                  | 36,68               | 0             | 74,33       | Q |
| 9.  | 16 | Piper Gillesová a Paul Poirier (CAN)             | 34,95      | 8,64                  | 8,46                  | 8,71                  | 8,79                  | 8,71                  | 34,65               | 0             | 69,60       | Q |
| 10. | 9  | Penny Coomesová a Nicholas Buckland (GBR)        | 34,70      | 8,36                  | 8,14                  | 8,50                  | 8,54                  | 8,54                  | 33,66               | 0             | 68,36       | Q |
| 11. | 15 | Charlene Guignardová a Marco Fabbri (ITA)        | 34,19      | 8,46                  | 8,43                  | 8,50                  | 8,46                  | 8,61                  | 33,97               | 0             | 68,16       | Q |
| 12. | 7  | Sara Hurtadová a Kirill Chaljavin (ESP)          | 35,07      | 8,00                  | 7,57                  | 8,18                  | 7,86                  | 8,21                  | 31,86               | 0             | 66,93       | Q |
| 13. | 5  | Tiffany Zahorská a Jonathan Guerreiro (OAR)      | 34,15      | 8,04                  | 7,79                  | 8,21                  | 8,07                  | 8,29                  | 32,32               | 0             | 66,47       | Q |
| 14. | 13 | Natalia Kaliszeková a Maksym Spodyrev (POL)      | 34,65      | 7,79                  | 7,61                  | 8,04                  | 7,86                  | 7,96                  | 31,41               | 0             | 66,06       | Q |
| 15. | 14 | Kana Muramotová a Chris Reed (JPN)               | 32,87      | 7,61                  | 7,46                  | 7,71                  | 7,68                  | 7,71                  | 30,54               | 0             | 63,41       | Q |
| 16. | 12 | Yura Minová a Alexander Gamelin (KOR)            | 32,94      | 6,96                  | 6,82                  | 7,21                  | 7,18                  | 7,18                  | 28,28               | 0             | 61,22       | Q |
| 17. | 3  | Kavita Lorenzová a Joti Polizoakis (GER)         | 31,39      | 7,21                  | 6,86                  | 7,25                  | 7,21                  | 7,21                  | 28,60               | 0             | 59,99       | Q |
| 18. | 6  | Marie-Jade Lauriaultová a Romain Le Gac (FRA)    | 31,18      | 7,39                  | 7,00                  | 7,29                  | 7,14                  | 7,18                  | 28,79               | 0             | 59,97       | Q |
| 19. | 11 | Lucie Myslivečková a Lukáš Csölley (SVK)         | 31,40      | 7,11                  | 6,79                  | 7,25                  | 7,11                  | 7,18                  | 28,35               | 0             | 59,75       | Q |
| 20. | 8  | Alisa Agafonovová a Alper Uçar (TUR)             | 29,64      | 7,46                  | 7,32                  | 7,54                  | 7,61                  | 7,29                  | 29,78               | 0             | 59,42       | Q |
| 21. | 2  | Alexandra Nazarová a Maxim Nikitin (UKR)         | 27,26      | 7,64                  | 7,46                  | 7,75                  | 7,79                  | 7,75                  | 30,71               | 0             | 57,97       |   |
| 22. | 10 | Wang Š'-jüe a Liou Sin-jü (CHN)                  | 29,28      | 7,39                  | 7,25                  | 7,43                  | 7,43                  | 7,43                  | 29,53               | 1             | 57,81       |   |
| 23. | 1  | Cortney Mansourová a Michal Češka (CZE)          | 29,11      | 6,29                  | 5,93                  | 6,14                  | 6,25                  | 5,93                  | 24,42               | 0             | 53,53       |   |
| 24. | 4  | Adel Tankovová a Ronald Zilberberg (ISR)         | 23,85      | 5,75                  | 5,61                  | 5,75                  | 5,86                  | 5,54                  | 22,81               | 0             | 46,66       |   |

Reference: 